# Ola Aina
Ola Aina (Londen, 8 oktober 1996) is een Engels-Nigeriaans voetballer die doorgaans als rechtervleugelverdediger speelt. Hij verruilde Torino in juli 2023 transfervrij voor Nottingham Forest. Aina debuteerde in 2017 in het Nigeriaans voetbalelftal.

## Carrière

### Chelsea
Aina werd in 2007 opgenomen in de jeugdopleiding van Chelsea. Hij maakte op 23 augustus 2016 onder manager Antonio Conte zijn officiële debuut in het eerste elftal, in een League Cup-wedstrijd tegen Bristol Rovers. Hij begon in de basis en werd na 77 minuten vervangen door John Terry. De wedstrijd eindigde in een 3–2 overwinning. Aina speelde zes wedstrijden voor Chelsea, maar brak nooit door. Dat verhuurde hem daarom in juli 2017 voor een jaar aan Hull City, op dat moment actief in de Championship. Coach Leonid Sloetski maakte hem hier meteen basisspeler. Dat bleef hij ook heel het seizoen. Bij terugkomst bij Chelsea was Aina's perspectief niet veranderd. 

### Torino
De Engelse club verhuurde hem in augustus 2018 voor een jaar aan Torino. Hiervoor speelde hij dat jaar 30 wedstrijden in de Serie A. Torino was blij met Aino en betaalde Chelsea in juli 2019 tien miljoen euro om hem definitief over te nemen. Doordat hij in het voorgaande seizoen zevende werd met de Italiaanse club, mocht hij in 2019/20 voor het eerst Europees voetbal spelen, in de voorronden van de Europa League. Torino en hij kwamen daarin niet voorbij Wolverhampton Wanderers. 
Aina kreeg een nieuwe kans in de Premier League toen Fulham hem in september 2020 voor een jaar huurde van Torino. Hij stond dat jaar 31 keer in de basis en scoorde tegen West Bromwich Albion en Burnley, maar kon degradatie niet voorkomen. Hij speelde daarna nog twee jaar voor Torino. De nieuwe coach Ivan Jurić had hem in die tijd aanzienlijk minder nodig dan Walter Mazzarri en Moreno Longo eerder deden.

### Nottingham Forest
Aina tekende in juli 2023 voor een jaar bij Nottingham Forest, dat hem transfervrij inlijfde.

## Clubstatistieken
| Seizoen | Club              | Competitie     | Competitie | Competitie | Beker | Beker | Internationaal | Internationaal | Totaal | Totaal |
| Seizoen | Club              | Competitie     | Wed.       | Dlp.       | Wed.  | Dlp.  | Wed.           | Dlp.           | Wed.   | Dlp.   |
| ------- | ----------------- | -------------- | ---------- | ---------- | ----- | ----- | -------------- | -------------- | ------ | ------ |
| 2016/17 | Chelsea           | Premier League | 3          | 0          | 3     | 0     | —              | —              | 6      | 0      |
| 2017/18 | → Hull City       | Championship   | 44         | 0          | 2     | 1     | —              | —              | 46     | 1      |
| 2018/19 | → Torino          | Serie A        | 30         | 1          | 2     | 0     | —              | —              | 32     | 1      |
| 2019/20 | Torino            | Serie A        | 32         | 0          | 2     | 0     | 3              | 0              | 37     | 0      |
| 2020/21 | → Fulham          | Premier League | 31         | 2          | 2     | 0     | —              | —              | 33     | 2      |
| 2021/22 | Torino            | Serie A        | 21         | 0          | 2     | 0     | —              | —              | 23     | 0      |
| 2022/23 | Torino            | Serie A        | 19         | 1          | 2     | 0     | —              | —              | 21     | 1      |
| 2023/24 | Nottingham Forest | Premier League | 22         | 1          | 0     | 0     | —              | —              | 22     | 1      |
| 2024/25 | Nottingham Forest | Premier League | 19         | 2          | 0     | 0     | —              | —              | 19     | 2      |
| Totaal  | Totaal            | Totaal         | 221        | 7          | 15    | 1     | 3              | 0              | 239    | 8      |

Bijgewerkt t/m 5 januari 2025.

## Interlandcarrière
Aina kwam uit voor Engeland –16 tot en met –20, maar debuteerde in 2017 in het Nigeriaans voetbalelftal, in een met 1–0 gewonnen WK-kwalificatiewedstrijd tegen Zambia. Bondscoach Gernot Rohr nam hem twee jaar later mee naar het Afrikaans kampioenschap 2019, zijn eerste eindtoernooi. Aina werd dat jaar derde met Nigeria. Hij was basisspeler in vijf van de zeven wedstrijden die zijn ploeg speelde. Dat was hij ook in drie duels op het Afrikaans kampioenschap 2021. Zijn teamgenoten en hij kwamen deze keer tot de achtste finale.